# Ниль, Корнелис ван
Корнелис Бернардус ван Ниль (нидерл. Cornelis Bernardus van Niel; 4 ноября 1897, Харлем, Нидерланды — 10 марта 1985, Кармел, Калифорния, США) — американский микробиолог.
Член Национальной академии наук США (1945), Американской академии наук и искусств (1950).

## Биография
Окончил Политехнический институт в Делфте (1922) и до 1928 года работал там же, затем переехал в США. В 1929—1935 годах — доцент Стэнфордского, затем Принстонского университета. С 1935 года — профессор. С 1954 году в Рутгерском университете (кампус Нью-Брансуик). Основные труды по физиологии и систематике пропионовокислых, затем фотосинтезирующих бактерий. В 1931 году доказал, что пурпурные и зелёные бактерии осуществляют фотосинтез без выделения О2, так как при ассимиляции СО2 окисляют сероводород или другие восстановленные субстраты (неорганические тиосульфаты, серу, органические соединения или молекулярный водород). Вывел общее уравнение фотосинтеза для растений и бактерий.

## Награды и признание
- Мессенджеровские лекции (1953)
- Национальная научная медаль США (1963)
- Премия Румфорда (1967)
- Медаль Левенгука (1970)